# Gilberto Dall’Agata
Gilberto Dall’Agata, né le 27 juin 1930 à Cesena (Émilie-Romagne) et mort le 10 mars 2017 dans la même ville, est un coureur cycliste italien. Professionnel de 1953 à 1961, il a remporté le Tour de Sicile.

## Palmarès
- 1950
  - Coppa Caduti Sanmarttinesi
- 1953
  - Coppa Valsenio
- 1955
  - Classement général du Tour de Sicile
- 1957
  - 3e du Trofeo Fenaroli

## Résultats sur les grands tours

### Tour de France
1 participation
- 1958 : 50e

### Tour d'Italie
6 participations
- 1954 : 64e
- 1955 : 57e
- 1956 : 21e
- 1957 : 40e
- 1958 : 26e
- 1959 : 71e

### Tour d'Espagne
1 participation
- 1960 : abandon (9e étape)